# Gmina Jejkowice
Die Gmina Jejkowice ist eine Landgemeinde im Powiat Rybnicki der Woiwodschaft Schlesien in Polen. Ihr Sitz ist das gleichnamige Dorf (deutsch Jeykowitz) mit etwa 4100 Einwohnern.

## Geographie

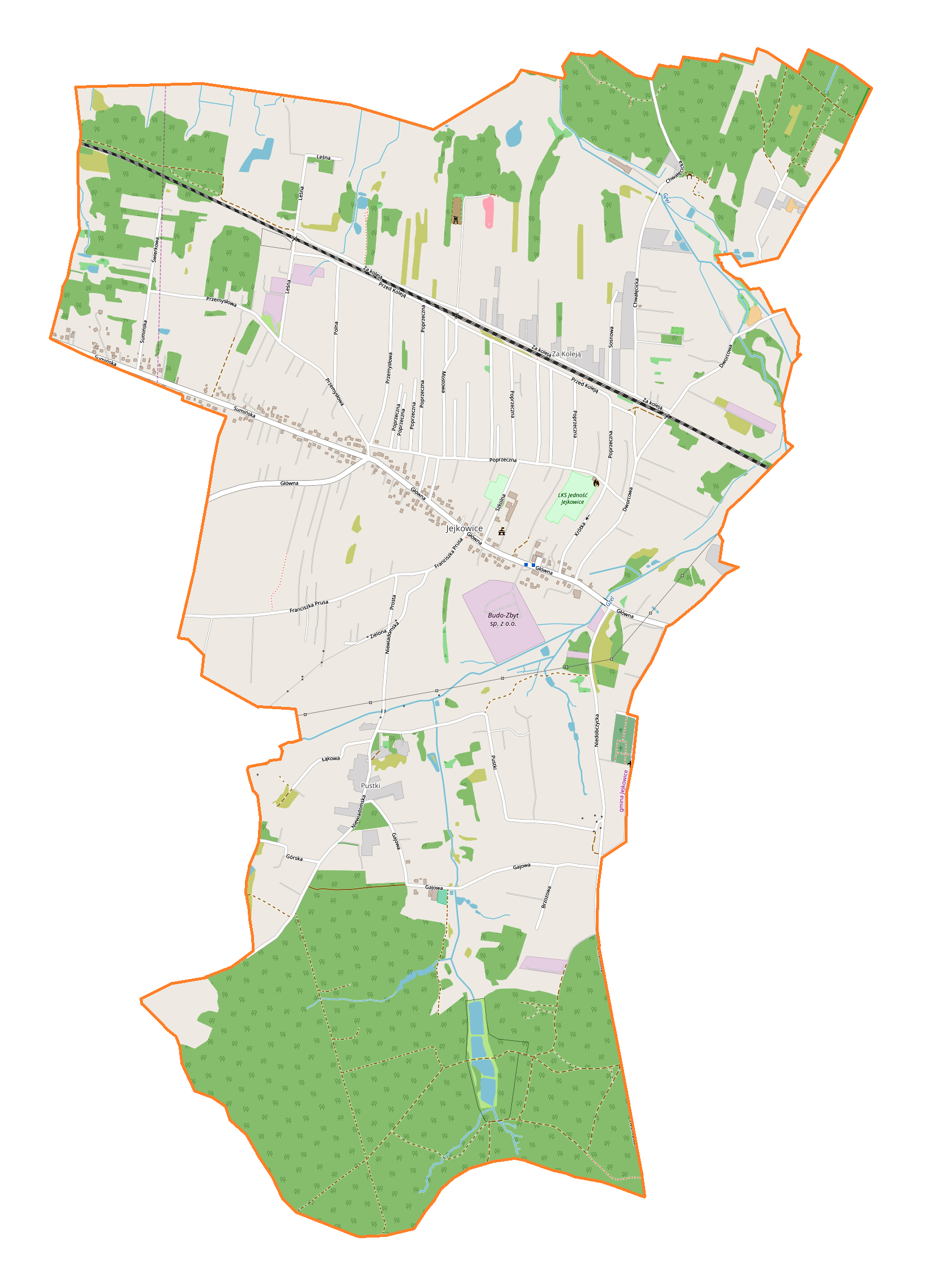
Karte der Gemeinde

Die Gemeinde liegt im Westen der Woiwodschaft und grenzt im Norden, Osten und Süden an die  Kreisstadt Rybnik, das Stadtzentrum ist fünf Kilometer entfernt. Nachbargemeinden im Westen ist Gaszowice. Gliwice (Gleiwitz) liegt 25 Kilometer, Katowice (Kattowitz) 50 Kilometer nordöstlich.
Das Gemeindegebiet hat eine Fläche von 7,6 km², davon werden 60 Prozent land- und 24 Prozent forstwirtschaftlich genutzt. Die Gemeinde liegt auf dem Plateau von Rybnik auf einer Höhe von 260 bis 280 m n.p.m. Die Gegend gehört zum Park Krajobrazowy Cysterskie Kompozycje Krajobrazowe Rud Wielkich (Landschaftsschutzpark Zisterzienserarchitektur von Groß Rauden).

## Geschichte
Bis 1922 war die Region Teil der preußischen Provinz Schlesien/Oberschlesien und gehörte zum Kreis Rybnik. Nach der Volksabstimmung in Oberschlesien fiel der Ort 1922 an Polen.
Der Hauptort kam 1954 in die Gromada Jejkowice mit Zebrzydowice (Seibersdorff). Bei Auflösung der Gromadas kam letzterer 1973 zur Stadt Rybnik und Jejkowice zur Gmina Gaszowice. Die Woiwodschaft Katowice wurde 1975 in ihrem Zuschnitt stark verkleinert, der Powiat wurde aufgelöst.
Zum 1. Januar 1993 wurde Jejkowice Sitz der eigenen Landgemeinde, die sechs Jahre später zur Woiwodschaft Schlesien und wieder zum Powiat Żywiecki kam.
Einwohnerzahlen:
- 2005: 3678
- 2010: 3918
- 2015: 4040
- 2019: 4139

## Gliederung
Zur Landgemeinde Jejkowice gehört ein einziges Dorf:
- Jejkowice

Die Siedlungen Pustki im Süden und Za Koleją an der Bahnlinie  sowie die Einzelgehöfte sind in den Hauptort eingemeindet.

## Baudenkmale
Die Pfarrkirche wurde 1946–1949 erbaut. Sie ersetzte eine Kirche von 1929, die bei schweren Kampfhandlungen im Jahr 1945 zerstört wurde. Weitere Bauwerke sind eine Kapelle aus Holz und zwei weitere aus den Jahren 1890 und 1900.

## Wirtschaft, Infrastruktur und Verkehr
Die Gemeinde hat zahlreiche Dienstleistungsbetriebe, Geschäfte, eine Sport- und Kultureinrichtung, eine Grundschule, eine Realschule, eine Bibliothek und ein Gesundheitszentrum.
Wichtigster Verkehrsweg ist die Powiatstraße, die von der Kreisstadt Rybnik im Osten nach Lyski (Lissek) im Westen führt. Von ihr zweigen in der Gemeinde zwei Powiatstraßen nach Süden und Südwesten ab. Der nächste internationale Flughafen ist Katowice.
Jejkowice hatte bis 1970 einen Haltepunkt an der Bahnstrecke Rybnik–Sumina.